# NGC 6489
NGC 6489 est une galaxie lenticulaire  compacte située dans la constellation du Dragon. Sa vitesse par rapport au fond diffus cosmologique est de 8 235 ± 30 km/s, ce qui correspond à une distance de Hubble de 121,5 ± 8,5 Mpc (∼396 millions d'al). NGC 6489 a été découverte par l'astronome américain Lewis Swift en 1885.